# Подболотье (Вологодская область)
Подболотье — деревня в Бабушкинском районе Вологодской области.
Входит в состав Подболотное сельское поселение, с точки зрения административно-территориального деления — в Подболотный сельсовет.
Расстояние по автодороге до районного центра села имени Бабушкина составляет 111 км, до центра муниципального образования Кокшарки — 3 км. Ближайшие населённые пункты — Кокшарка, Коршуниха, Суздалиха.
Население по данным переписи 2002 года — 196 человек (93 мужчины, 103 женщины). Преобладающая национальность — русские (99 %).